# شابهام ساراف
شابهام ساراف (به انگلیسی: Shubham Saraf) یک بازیگر بریتانیایی است. او نامزد جایزه تئاتر ایونینگ استاندارد شد. در تلویزیون، او به‌خاطر نقش‌هایش در مجموعه جنایی نتفلیکس، جنایتکار: بریتانیا (۲۰۱۹–)، درام بی‌بی‌سی وان یک پسر مناسب (۲۰۲۰) و سریال اپل تی‌وی پلاس شانتارم (۲۰۲۲) شناخته می‌شود. از فیلم های او می‌توان به شرف (۲۰۱۴) و صخره‌نورد (۲۰۲۶) اشاره کرد.

## اوایل زندگی
ساراف در کلکته به دنیا آمد. او دوران کودکی خود را در مکزیک و ترینیداد و توباگو گذراند، قبل از اینکه در ۷ یا ۸ سالگی به لندن نقل مکان کرد. او در مدرسه سنت پل لندن تحصیل کرد و در آنجا در تولیدات دانشجویی بازی کرد. او در سال ۲۰۱۳ از دانشگاه وارویک فارغ التحصیل لیسانس اقتصاد شد. سپس یک سال را در مدرسه اکول فیلیپ گولیه در پاریس گذراند و سپس با لیسانس هنر بازیگری از مدرسه موسیقی و درام گیلدهال در پاریس فارغ التحصیل شد.